# John Bruce-Gardyne, Baron Bruce-Gardyne
John (Jock) Bruce-Gardyne, Baron Bruce-Gardyne (* 12. April 1930 in Chertsey; † 15. April 1990 in London) war ein schottischer Journalist und Politiker.

## Leben
Bruce-Gardyne entstammte einer traditionsreichen schottischen Familie; sein Vater, Captain Evan Bruce-Gardyne, war der 13. Laird of Middleton und machte als Offizier im Ersten Weltkrieg auf sich aufmerksam.
Seine Schulausbildung erlangte er am Winchester College, im Anschluss studierte Bruce-Gardyne am Magdalen College in Oxford. Nach seinem Studium verfolgte er von 1948 bis 1950 eine Militärkarriere bei den Royal Dragoons, einem Vorläufer der heutigen Royal Dragoon Guards, die ihn bis zum Rang eines Lieutenant brachte. Von 1953 bis 1956 war er bei Her Majesty's Diplomatic Service, dem britischen Diplomatischen Dienst tätig, ehe er von 1957 bis 1960 als Korrespondent für die Financial Times nach Paris ging.
Seine politische Karriere begann 1964, als es ihm bei den Unterhauswahlen gelang, für South Angus ins Parlament einzuziehen. Dort verblieb er, bis er bei den Wahlen 1974 dem Kandidaten der Scottish National Party, Andrew Welsh unterlag. Der Wiedereinzug ins House of Commons gelang ihm 1979, diesmal für Knutsford. Er verblieb bis 1983 im Parlament, ehe er auf Vorschlag Margaret Thatchers hin zum Life Peer ernannt wurde und ins House of Lords eintrat.
Seither trug er offiziell den Titel Baron Bruce-Gardyne, of Kirkden in the District of Angus.
Zusammen mit Nigel Lawson verfasste er das Buch The Power Game, welches 1976 erschien.
In den Monaten vor seinem Tod war Bruce-Gardyne schwer an einem Hirntumor erkrankt. Obwohl ihm sein bevorstehender Tod bewusst war, war er weiterhin sehr aktiv im Oberhaus und auch journalistisch tätig. Er starb drei Tage nach seinem sechzigsten Geburtstag.
Bruce-Gardyne war seit 1959 verheiratet, er hinterließ seine Frau und drei Kinder.